# Kreisgericht Neustettin
Das Kreisgericht Neustettin war ein preußisches Kreisgericht in der damaligen Provinz Pommern mit Sitz in der Stadt Neustettin.

## Geschichte
In Bezirk des Kreisgerichts Neustettin bestanden bis 1849 das königliche Stadtgericht Neustettin sowie viele Patrimonialgerichte.
1849 wurden in Preußen einheitlich Kreisgerichte geschaffen. Hierbei wurde die Patrimonialgerichtsbarkeit abgeschafft und die Patrimonialgerichte wurden aufgehoben. Auch die eingangs genannten Gerichte wurden aufgehoben und es entstand das Königliche Kreisgericht Neustettin im Sprengel des Appellationsgerichts Cöslin. Es war für den Kreis Neustettin zuständig.
Das Gericht war auch Schwurgericht für das Kreisgericht Neustettin und das Kreisgericht Dramburg. Am Gericht waren 1870 ein Direktor und zehn Kreisrichter eingesetzt. 1870 betrug die Zahl der Gerichtseingesessenen 72.583. Gerichtskommissionen bestanden in Bärwalde, Ratzebuhr und Tempelburg. Gerichtstage wurden in Gramenz gehalten.
Im Rahmen der Reichsjustizgesetze wurde das Gerichtswesen in Deutschland 1879 vereinheitlicht. Damit wurde das Kreisgericht Neustettin aufgehoben und das königlich preußische Amtsgericht Neustettin mit Wirkung zum 1. Oktober 1879 als eines von 12 Amtsgerichten im Bezirk des Landgerichtes Köslin als Nachfolger gebildet. Auch die Gerichtskommissionen wurden in Amtsgerichte umgewandelt (Amtsgericht Bärwalde, Amtsgericht Ratzebuhr und Amtsgericht Tempelburg).